# Mannlehen

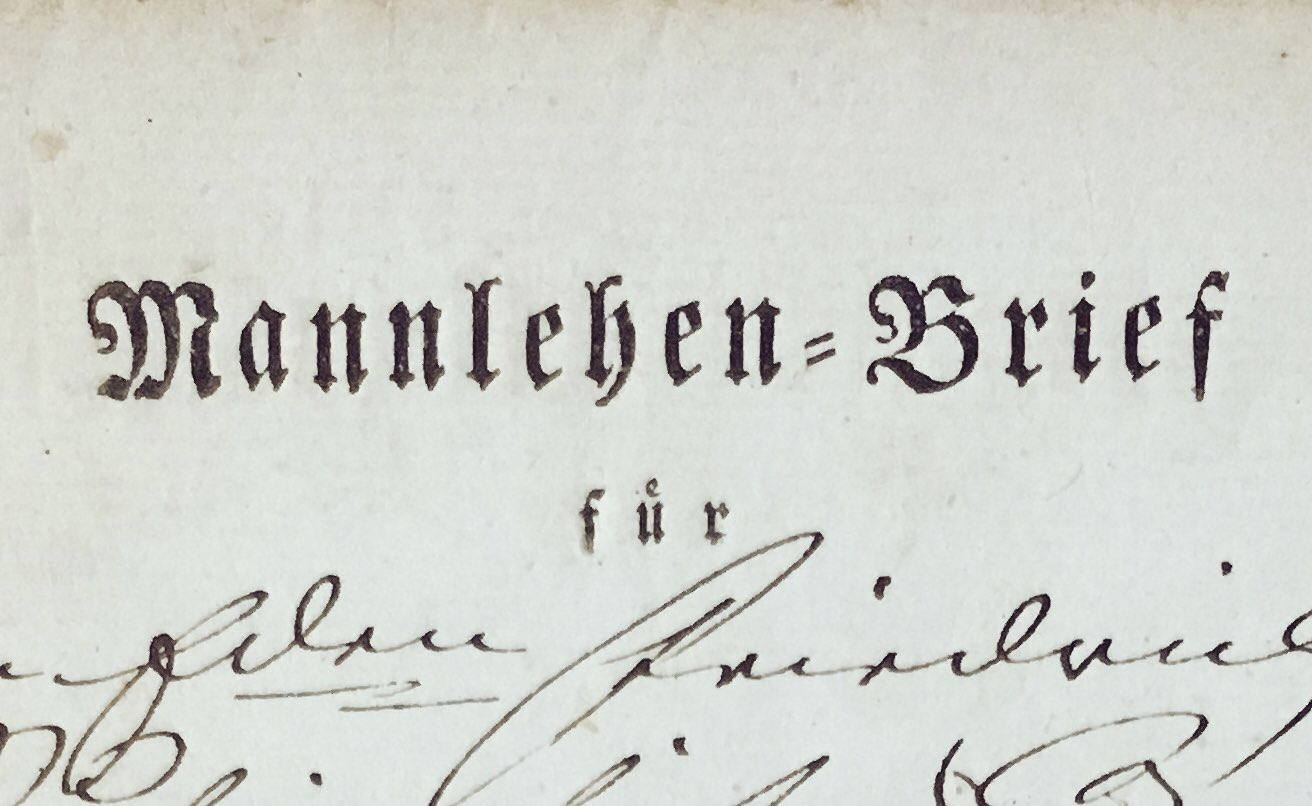
Mannlehenbrief im Gemeindearchiv Grindelwald

Als Mannlehen (auch werntlich lehen) wurde im alten Recht des Heiligen Römischen Reiches (Deutscher Nation) unter dem Feudalismus seit dem Hochmittelalter im 12. Jahrhundert das patrilinear vererbte (der Erbfolge des Vaters folgende) Lehen gegen Heerfolge bezeichnet.

## Begriff
Der Begriff Mannlehen bezeichnet ursprünglich jedes gegen Kriegsdienst verliehene Lehen, im Gegensatz zu den ministerialischen Dienstlehen und der gewöhnlichen bäuerlichen Leihe. Mit dem Begriff eng verbunden ist der Umstand, dass ein Mannlehen nur an einen wehrfähigen Mann, das heißt im Mannesstamm, vererbt werden kann. Das Kunkellehen dagegen durfte auch in der weiblichen Linie vererbt werden. Im Todesfall des Lehnsherrn oder des Belehnten musste das Mannlehen neu verliehen und der Ehrschatz entrichtet werden. Die Mannlehen befanden sich im Besitz von Reichsministerialen und von Freien. Gegenstand dieser Lehen waren Grundherrschaften, Zehntrechte, Mühlen, Alpen und Grundbesitz. Inhaber von Herrschaften im Mannlehen konnten ihrerseits freie Bauern belehnen. Dies wurde als Afterlehen bezeichnet.
Während der Begriff Mannlehen (lateinisch feudum virile) sich allein auf das geschlechtliche Merkmal bezog, unterstrichen die Begriffe Helmlehen (lateinisch feudum galeatum) bzw. Ritterlehen (lateinisch feudum nobile) die kriegerische bzw. adelige Komponente des männlich dominierten Lehens.

## Beispiele

### Niederlande
In den Niederlanden bezeichnete man das Mannlehen als zwaardleen (Schwertlehen). Die beiden Grafschaften Holland und Seeland waren im Hochmittelalter solch ein „Schwertlehen“, wohingegen die Grafschaft Hennegau ein sogenanntes spilleleen (Kunkellehen) war. Als Margarethe von Hennegau 1345 die Herrschaft in den drei Grafschaften übernahm, führte dies in den zwaardleen-Grafschaften Holland und Seeland, die von ihrem Sohn Wilhelm als Stellvertreter regiert wurden, zu Unruhen. Diese mündeten schließlich 1350 im Haken-und-Kabeljau-Krieg. 1354 einigte Margarethe sich am Ende mit ihrem Sohn Wilhelm: Er wurde Graf von Holland und Seeland, sie Gräfin vom Hennegau.

### Bern
Vor dem Aufstieg der Stadt Bern wurden Mannlehen im Raum der heutigen Kantone Bern und Aargau durch Freiherren, Grafen oder direkt durch den König oder Kaiser verliehen. Auffallend viele Mannlehenrechte gab es im Raum des Berner Oberlandes. Trotzdem bestanden im gesamten deutschsprachigen Teil der Stadt und Republik Bern Mannlehen. Das Weistum der Interlakner Gotteshausleute aus dem Jahr 1404 ist der älteste bernische Rechtstext zum Mannlehenrecht. König Sigmund erteilte 1414 dem Schultheißen der Stadt Bern das Recht, sämtliche Mannlehenrechte des Königs oder des Reichs, die in bernischem Gebiet liegen, in dessen Namen zu verleihen und stattdessen den Huldigungseid abzunehmen. Ein aus Reichs- und Mannlehenträgern zusammengesetztes, unter dem Vorsitz des Schultheißen Niklaus von Diesbach (1430–1475) stehendes Mannengericht bereinigte zwischen 1465 und 1469 die Lehenverhältnisse (Lehenempfang und Afterleihe). Wie der Twingherrenvertrag von 1471 für die übrigen landesherrlichen Rechte blieben auch die Weistümer von 1465 und 1469 in Mannlehenangelegenheiten bis ins 18. Jahrhundert maßgebend. Obwohl die allgemeine Wehrpflicht in den bernischen Gebieten bereits eingeführt war, wurden die „Teütschen vassallen, so twing und ban herrschend“ noch im Jahr 1612 ermahnt, sich mit tauglichen Rüstungen und Pferden auszurüsten. Folgende bernischen Herrschaften waren Mannlehen: Spiez, Oberhofen, Riggisberg, Wattenwil, Blumenstein, Schlosswil, Niederhünigen, Kastelen, Rued, Wildenstein, Villnachern, Schafisheim, Liebegg und Schöftland. Zwischen 1742 und 1775 ließ die bernische Obrigkeit die Mannlehen komplett überarbeiten, sodass neue Urbarien angelegt werden konnten. Um den Verwaltungsaufwand zu mindern, ging die Obrigkeit ab 1758 den Erbgängen nicht mehr nach, sondern sie veranstaltete, vertreten durch den Lehenvenner (Mitglied des Kleinen Rates), im Schloss Oberhofen regelmäßig sogenannte Manntage, bei denen die Ehrschätze eingezogen wurden. Die Belehnten hatten nun entweder den Handänderungs-Ehrschatz oder einen zwanzigjährigen Ehrschatz zu entrichten. 1786 wurde das deutsche Lehenskommissariat eingeführt, um die Lehenverhältnisse abermals neu zu ordnen. Während die Wehrfähigkeit im Lauf der Jahrhunderte als Gegenleistung nebst dem Ehrschatz verloren ging, blieb Schutz und Schirm der Lehensherrin (Stadt und Republik Bern) bis ins 18. Jahrhundert bestehen. In den Mannlehenbriefen stand jeweils … darbey Wir … auch schützen und schirmen wollen …. Die Ablösungen der Mannlehenrechte zogen sich – im Gegensatz zu den Herrschaftsrechten (Twing und Bann), die bis spätestens 1810 abgelöst waren – bis ins Jahr 1857 hin.